# یوریفکا (شهرستان ایسیق‌آتا)
یوریفکا (به قرقیزی: Юрьевка) یک روستا در قرقیزستان است که در شهرستان ایسیق‌آتا واقع شده‌است. یوریفکا ۳٬۵۲۹ نفر جمعیت دارد و ۱٬۰۹۵ متر بالاتر از سطح دریا واقع شده‌است.